# Höör község
Höör község (svédül: Höörs kommun) Svédország 290 községének egyike.
A mai község 1969-ben jött létre.

## Települései
A községben 24 település található:
| Település               | Népesség | Megjegyzés         |
| ----------------------- | -------- | ------------------ |
| Höör                    |          | a község székhelye |
| Sätofta                 |          |                    |
| Tjönarp                 |          |                    |
| Ormanäs och Stanstorp   |          |                    |
| Ljungstorp och Jägersbo |          |                    |
| Norra Rörum             |          |                    |
| Brostorp                |          |                    |
| Ella                    |          |                    |
| Gudmuntorp              |          |                    |
| Hjällaröd               |          |                    |
| Hädensjö                |          |                    |
| Hänninge                |          |                    |
| Lillasäte               |          |                    |
| Nyrupshus               |          |                    |
| Nötarp                  |          |                    |
| Pugerup                 |          |                    |
| Rugerup                 |          |                    |
| Sjunnerup               |          |                    |
| Stavaröd                |          |                    |
| Svenstorp               |          |                    |
| Södra Munkarp           |          |                    |
| Toftaröd                |          |                    |
| Trulstorp               |          |                    |
| Våtseröd                |          |                    |

## Külső hivatkozások
- Hivatalos honlap